# 菲代尔·拉斯洛
菲代尔·拉斯洛（匈牙利語：Fidel László，1965年6月29日—），匈牙利男子皮划艇运动员。他曾代表匈牙利参加1992年夏季奥林匹克运动会皮划艇比赛，获得男子四人皮艇1000米银牌。